# Hướng nam

La bàn: N – bắc; W – tây; E – đông; S – nam.

Hướng Nam (tiếng Anh: South, chữ Hán: 南) hay "Hướng 6 giờ" là một trong bốn hướng địa lý chính, được ký hiệu là S hoặc N trên la bàn. Hướng này đối diện với hướng Bắc, vuông góc với hướng Đông và hướng Tây. Hướng Nam còn để chỉ phía dưới trong các bản đồ, sơ đồ. Phương vị: 180°.
Nằm giữa hướng Đông và hướng Nam là hướng Đông Nam, còn nằm giữa hướng Tây và hướng Nam là hướng Tây Nam.